# 江湖山恒明
江湖山 恒明（えごやま つねあき、1910年5月 - 1989年3月13日）は、日本の国語学者。

## 人物
愛媛県生まれ。旧制高知高等学校を経て、1935年東京帝国大学国文科卒。千葉高等女学校（現・千葉県立千葉女子高等学校）教師、第四高等学校教授、東京女子高等師範学校教授、お茶の水女子大学助教授、教授、1976年定年退官、名誉教授、鶴見大学教授。没後正四位。「えこやま」と濁らずに読むこともある。

## 著書
- 『敬語法』三省堂、1943
- 『国語の表現 実力完成』三省堂の受験全書、1951
- 『最新国文法』法文社、1953
- 『日本語の表現』三省堂百科シリーズ、1956
- 『日本文章史』河出書房、1956
- 『仮名づかい論』牧書店、1957
- 『国語表現論 文芸作品の表現研究』牧書店、1957
- 『日本の文章』岩崎書店 中学生の国語全書、1958
- 『新・仮名づかい論』牧書店、1960
- 『仮名づかいの焦点』塙新書、1966
- 『上代特殊仮名遣研究史』明治書院、1978
- 『国語表現論の構想』明治書院、1981
- 『国語攷』笠間書院、1985、笠間叢書
- 『語文論』笠間書院、1990、笠間叢書

### 共編
- 『日本文法辞典』松村明共編、明治書院、1962

## 参考
- 『国語表現論の構想』著者紹介
- 「思い出」『見つつ偲ばむ 次田真幸先生の追悼文集』
- 読売新聞訃報、叙勲記事